# Griechisch-katholische Kirche in der Slowakei
Die griechisch-katholische Kirche in der Slowakei ist als katholische Ostkirche die Kirche eigenen Rechts der Katholiken des byzantinischen Ritus in der Slowakei und Teil der römisch-katholischen Kirche.
Sie umfasst drei Diözesen und rund 208.000 Gläubige (Stand 2022).

## Gliederung

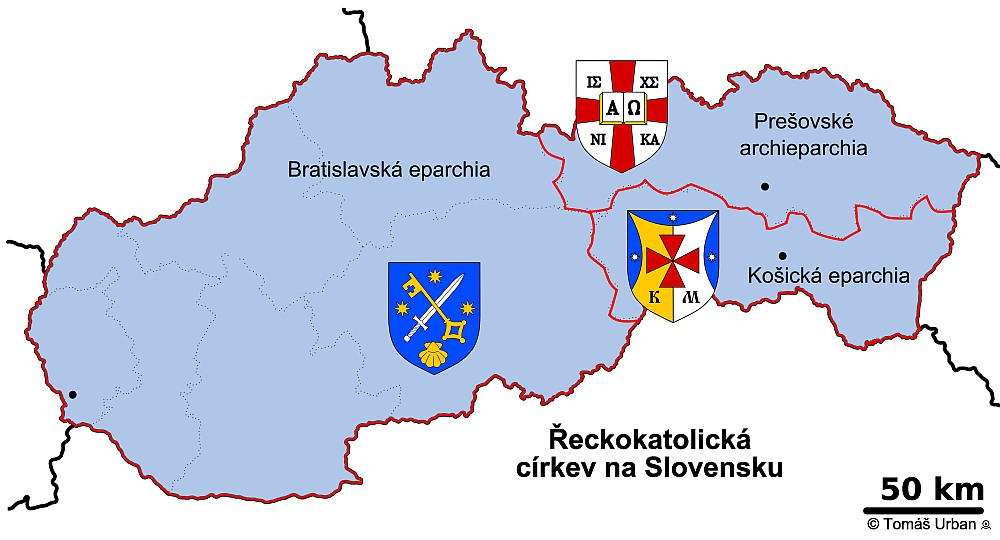
Karte der Bistümer in der Slowakei mit Wappen

Die Griechisch-katholische Kirche in der Slowakei besteht aus drei Bistümern (Eparchien) in der Slowakei und einem Apostolischen Exarchat in Kanada: 
- Erzeparchie von Prešov, die 22. September 1818 gegründet wurde.
  - Eparchie Košice, die aus dem von 1997 bis 2008 bestehenden Apostolischen Exarchat von Košice entstanden ist.
  - Eparchie Bratislava, die 2008 gegründet wurde.

Slowakei
Die Mehrheit der Mitglieder der slowakischen griechisch-katholischen Kirche lebt in der Ostslowakei. Die Metropolie untersteht dem Heiligen Stuhl (Dikasterium für die orientalischen Kirchen). Die Erzeparchie von Prešov umfasst den politischen Kreis (Kraj) Prešov, die Eparchie Košice den politischen Kreis (Kraj) Košice und die Eparchie von Bratislava ist für die in der restlichen Slowakei lebenden Mitglieder der slowakischen griechisch-katholischen Kirche zuständig. In der Mittel- und Westslowakei gibt es nur wenige Pfarrgemeinden.
Laut der Volkszählung von 2001 gibt es in der Slowakei 219.831 griechisch-katholische Gläubige, das sind 4,1 Prozent der Bevölkerung. Die slowakischen Bistümer des byzantinischen Ritus bilden in zweierlei Hinsicht keine Nationalkirche. Zum einen gehört nur ein kleiner Teil der Slowaken diesen Diözesen an, zum anderen haben sie auch ruthenisch- und (wenige) ungarischsprachige Mitglieder. Die Liturgie wird entweder in kirchenslawischer oder in slowakischer Sprache gefeiert, daher stellt sie als Rituskirche eine eigenständige Teilkirche des Katholizismus dar.
Kanada
Die Slowakische Eparchie des byzantinischen Ritus in Toronto, Ontario, mit knapp 4000 Gläubigen (Stand 2020) wurde am 13. Oktober 1980 gegründet ist heute sprachlich gemischt (englisch, slowakisch, russinisch, ungarisch). Sie stand zunächst in keinem näheren organisatorischen Zusammenhang mit der griechisch-katholischen Kirche in der Slowakei. In der sonstigen Diaspora treten die Unterschiede zur Ruthenischen Mutterkirche kaum hervor. Die kanadische Eparchie wurde 2008 der Metropolie Prešov und damit der Griechisch-katholischen Kirche in der Slowakei unterstellt. Diese Gliederung hatte aber keinen dauerhaften Bestand: Am 3. März 2022 löste Papst Franziskus die Diözese aus der Unterstellung unter die slowakische Rituskirche, änderte den Status von einer Eparchie in ein Apostolisches Exarchat und unterstellte es der ruthenischen Rituskirche in Amerika mit der Metropolie Pittsburgh.

## Geschichte
Die Griechisch-katholische Kirche in der Slowakei ist beginnend mit dem Zerfall der Habsburgermonarchie nach dem Ersten Weltkrieg aus der Ruthenischen (griechisch-katholischen) Kirche hervorgegangen. Deren Ursprung liegt in der 1646 vollzogenen Kirchenunion von Uschhorod, durch die sich ein großer Teil des orthodoxen Klerus der Eparchie Mukatschewo im von den Grafen Drugeth beherrschten Nordosten des damaligen Königreichs Ungarn (Oberungarn; heutige Ostslowakei und Karpatenukraine) dem Papst und der römisch-katholischen Kirchenhierarchie unterstellten, dabei aber die byzantinische Liturgie und Riten behielten. 1787 wurde in Košice ein Vikariat des byzantinisch-slawischen Ritus errichtet, das 1792 nach Prešov verlegt wurde. Auf Betreiben des österreichischen Kaisers Franz I., der als König von Ungarn auch über die heutige Slowakei herrschte, wurde das Vikariat 1816 zu einer eigenständigen Eparchie erhoben. Dies wurde am 22. September 1818 vom Heiligen Stuhl offiziell bestätigt. Sie unterstand zunächst – ebenso wie die Eparchie Mukatschewo – als Suffragandiözese dem römisch-katholischen Erzbistum Esztergom. 
Laut Nikodemus Schnabel von der kirchlichen Stiftung Pro Oriente kann 1918 als „Geburtsjahr“ der Griechisch-katholischen Kirche in der Slowakei bezeichnet werden, als Österreich-Ungarn unterging und die Erste Tschechoslowakische Republik gegründet wurde, auf deren Gebiet sowohl die Karpatenukraine mit der Eparchie Mukatschewo als auch die Eparchie Prešov lagen. In den 1920er Jahren hatten sich der Vatikan und die Regierung der Tschechoslowakei über die Errichtung einer Metropolie für die griechisch-katholischen Gläubigen verständigt. Das Vorhaben kam aber vor dem Zweiten Weltkrieg nicht mehr zur Ausführung. Die Eparchien Prešov und Mukatschewo wurden jedoch 1937 aus der Kirchenprovinz des Erzbistums Esztergom herausgelöst und unmittelbar (immediat) dem Heiligen Stuhl unterstellt. Infolge der Annexion der Karpatenukraine zuerst durch Ungarn (1939) und nach dem Zweiten Weltkrieg durch die Sowjetunion (1946) lebten die ruthenischen und die slowakischen Griechisch-Katholiken in zwei verschiedenen Staaten.
Mit der kommunistischen Machtübernahme 1948 wurde die Situation der Kirchen in der Tschechoslowakei immer schwieriger. Im April 1950 kündigten 5 Priester und eine Anzahl von Laien auf Druck der Kommunisten auf einer Synode in Prešov die Union mit Rom auf und begaben sich unter die Jurisdiktion der Russisch-Orthodoxen Kirche. Die Bischöfe Pavol Gojdič OSBM und Vasiľ Hopko wurden gemeinsam mit vielen anderen Geistlichen inhaftiert. Die übrigen konvertierten in der Folgezeit zur Orthodoxie oder wurden nach Tschechien ausgesiedelt. Unter diesem Druck besuchten die meisten Gläubigen römisch-katholische Gottesdienste. Der Prager Frühling 1968 brachte den Gemeinden eine gewisse Erleichterung. Sie durften frei wählen, ob sie im Verbund mit Moskau verbleiben, oder aber unter die Obhut Roms zurückkehren wollten, was 205 von 292 taten. Die Griechisch-katholische Kirche war nun zwar erlaubt, aber die fortgesetzte Verfolgung von Seiten des Staates machte einen organisierten Wiederaufbau praktisch unmöglich. So wurde das zuvor beschlagnahmte Eigentum nicht vollständig zurückgegeben und auch die Errichtung eines griechisch-katholischen Priesterseminars blieb bis zur Wende verboten.
Erst nach der samtenen Revolution von 1989 konnten das Priesterseminar und die theologische Fakultät in Prešov gegründet werden. In den 1990er Jahren passte der Vatikan die Bistumsorganisation der Katholiken des byzantinischen Ritus den neuen politischen Gegebenheiten an. Nach dem Zerfall der Tschechoslowakei (1993) entstand 1996 für die Gläubigen der Griechisch-katholischen Kirche in Tschechien das Prager Exarchat. 1997 wurde das Exarchat von Košice gegründet.
Am 30. Januar 2008 verkündete der Heilige Stuhl mit der Apostolischen Konstitution Spiritali emolumento des Papstes Benedikt XVI. die Neuordnung der griechisch-katholischen Kirche in der Slowakei und ihre Erhebung zu einer Metropolitankirche sui iuris (Kirche eigenen Rechts). Die Eparchie Prešov wurde zur Erzeparchie erhoben und das Apostolische Exarchat Košice erhielt den Status einer eigenständigen Eparchie Košice. Der Westen der Slowakei wurde von der Eparchie Prešov abgetrennt und ebenfalls zu einer eigenständigen Eparchie Bratislava erhoben. Dadurch hat die Slowakische Griechisch-Katholische Kirche einen eigenen Ersthierarchen bekommen, den Metropolitan-Erzbischof von Prešov.